# Karel VI. Schwarzenberg
Karel VI. Schwarzenberg, německy Karl Friedrich Maria Joseph Johann von Nepomuk Cyrill Method Fürst zu Schwarzenberg (5. července 1911 Čimelice – 9. dubna 1986 Vídeň) byl český politik, spisovatel a heraldik, voják v hodnosti poddůstojníka a kníže z orlické větve rodu Schwarzenbergů. Za druhé světové války bojoval proti nacismu a po nástupu komunistického režimu v únoru 1948 byl nucen odejít z republiky do exilu, kde aktivně kritizoval komunistický režim.
Český politik Karel Schwarzenberg byl jeho syn.

## Činnost
Spisovatelské a publicistické činnosti se věnoval již před válkou, ale až v exilu rozvinul svoji práci naplno. Psal především česky, ale později v exilu, i když zřídka také německy a anglicky. Část jeho práce však dodnes zůstává v rukopisech. V mládí psal též pod pseudonymy Bojna či Středa. Politicky smýšlel nacionalisticky a konzervativně, Karel VI. byl monarchista a také sympatizoval se zelenou politikou, kterou považoval za principiálně konzervativní téma.
Mimo jiné byl činný v mnoha organizacích ČSR (Řád, Vlajka, Národní obnova...) a od poloviny 30. let začal psát publikace věnující se nejen historii svého rodu, ale představoval v nich i své ideje a hesla (odmítnutí kapitalismu a politického stranictví, důležitost české státoprávní tradice). Dále se zabýval i křesťanským východem na půdě Archeologického institutu N. P. Kondakova a nakrátko se dokonce stal i jeho ředitelem. Kniha Obrazy českého státu vydaná na počátku okupace nacisty roku 1939 se stala vlasteneckým bestsellerem. Přesto jeho dílo stálo na okraji českého kulturního vědomí, neboť byl pro mnohé nepřijatelný jako cizí a nepochopitelný, a to i tím, že byl knížetem.
Na heraldickém poli působil především ve sbornících Erbovní knížky a v publikaci Heraldika, vydané roku 1941. V pozdějších letech v exilu přednášel na genealogicko-heraldických kongresech a psal do heraldických časopisů. Zároveň bylo jeho působení na heraldickém poli jeho jediné legální spojení s domovem – smělo se o něm mluvit, a dokonce mohl i publikovat drobné příspěvky v časopisech Heraldika a Hlasatel, kde v roce 1971 vyšly i doplňky k jeho Heraldice.
Vztah k Židům měl zpočátku dvojznačný – přitahovala ho jejich starozákonní tradice, na druhé straně měl odpor k židovství sekularizovanému spojeného s marxismem a kapitalismem. V 70. letech 20. století se stal bezvýhradným obhájcem Izraele.

## Život

### Narození a dětství
Narodil se 5. července 1911 v Čimelicích jako Karel Bedřich Maria Josef Jan Nepomucký Cyril Metoděj princ ze Schwarzenbergu, první syn Karla V. (26. února 1886 Praha – 6. září 1914 Vukovar) z orlické sekundogenitury Schwarzenbergů a Eleonory roz. hraběnky Clam-Gallasové (4. listopadu 1887 Frýdlant – 31. května 1967 Vídeň), vnučky Eduarda Clam-Gallase. Již ve třech letech o svého otce přišel, když Karel V. zemřel na úplavici jako nadporučík hulánů rakousko-uherské armády u Vukovaru na srbské frontě první světové války. Jeho matka se později znovu provdala za Zdenko Radslava Kinského z hraběcího rodu Kinských. Ještě jako dítě se tedy stal šestým knížetem sekundogenitury, ovšem v roce 1918 bylo v Československu šlechtictví s tituly oficiálně zrušeno.

### Vzdělání a činnost
Maturoval roku 1929 na pražském Akademickém gymnáziu. Dále studoval v Praze nejprve lesnictví na pražské technice a potom historii a heraldiku u  prof. Josefa Pekaře, se kterým se také spřátelil.
Roku 1933 se Karel VI. ujal správy rodového majetkového impéria čili 10 tisíc hektarů půdy společně s několika zámky a hrady jako např. hrad Zvíkov a zámek Orlík a v roce 1934 si vzal za manželku Antonii Leontinu z Fürstenbergu. Manželé měli čtyři potomky – Marii Eleonoru jenž se provdala do rodu potomků Otty von Bismarcka, Karla Jana Nepomuka, Bedřicha a nejmladší Annu M. Karolinu.
Ve 30. letech se zapojil nejprve do činnosti Československá národní demokracie, poté nakrátko Národního sjednocení, kde byl členem Šedé legie. Nakonec vstoupil do Hnutí za Nové Československo (známého též jako Vlajka). Prvorepubliková Vlajka byla hnutí československého nacionalismu a fašismu, vymezující se proti kapitalismu, marxismu a německému nacismu. Vystupovala i proti Židům, i když převážně umírněněji než nacisté. Po roce 1938 nastupující pro-nacistická garnitura Vlajky Schwarzenberga v době Mnichovské krize navrhla za svého kandidáta na novou hlavu státu a dokonce i jeho nevlastní otec Zdenko Radslav Kinský a ostatní média o něm mluvil jako o možném nástupci Edvarda Beneše. Překážkou však byl jeho poměrně nízký věk na tuto funkci a to, že ho navrhlo hnutí, z kterého už byla fakticky pro-nacistická organizace. Sám Schwarzenberg, který s působením Vlajky v období druhé republiky již neměl nic společného, tuto výzvu odmítl a z hnutí vystoupil. Jeho účast v hnutí Vlajka vyvolala během kandidatury jeho syna v roce 2013 na post prezidenta České republiky velký rozruch, mnohými lidmi byl mylně nazýván kolaborantem, což však od prvního pohledu nedává smysl, Karel VI. Schwarzenberg opovrhoval nacismem a cítil se být zemským vlastencem.
Taktéž byl jeden z hlavních představitelů tzv. Československo-polské ligy, jenž měla za cíl sjednotit Československo s Polskem a vytvořit stát „Severoslávie“, který měl za úkol sloužit jako obrana Evropy před bolševismem a germanizací. Liga nakonec skočila absolutním selháním.
Během Runcimanovy mise v Československu se s lordem a jeho ženou několikrát sešel a sám jim řekl, že by radši padl v boji za vlast, než aby se stal nacistou, čímž prakticky vyjadřoval podporu válečnému konfliktu.

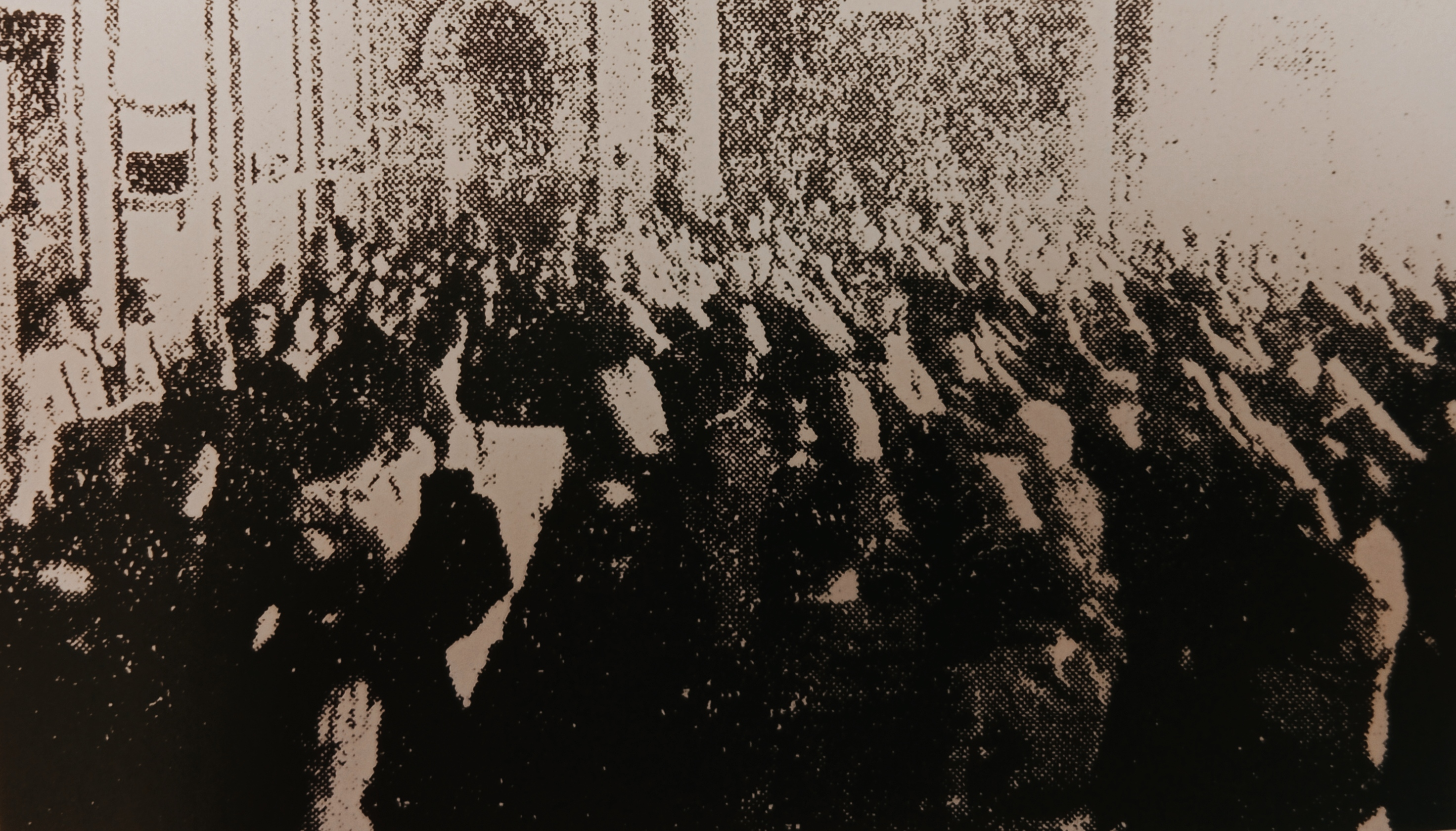
Sjezd Vlajky roku 1937

V době narůstající sudetoněmecké krize, která později vyústila v mnichovskou dohodu, zformuloval text první z Deklarací české šlechty v letech 1938 a 1939 – Prohlášení příslušníků historické šlechty, které v září 1938 prezidentu Edvardu Benešovi předala skupina 12 představitelů šlechtických rodů, vedená Karlovým nevlastním otcem Zdenko Radslavem Kinským. Šlechtici se v prohlášení postavili za nedotknutelnost historických hranic českého státu a vyjádřili věrnost starých českých rodů Československé republice v době jejího ohrožení. Karel Schwarzenberg byl také účastníkem druhé šlechtické deklarace v lednu 1939.

### V době nacistické okupace
Po obsazení zbytku Československa nacistickým Německem v březnu 1939 se Karel VI. odmítl stát říšským občanem a dále se hlásil k české národnosti. Doložil to v září 1939 svým podpisem třetí šlechtické deklarace, Národnostního prohlášení české šlechty, jehož hlavním autorem byl jeho bratr František Schwarzenberg. Prohlášení podepsalo navzdory nátlaku nacistů přes 80 českých šlechticů. Karel VI. proto patřil mezi šlechtice, na jejichž majetek zastupující říšský protektor Reinhard Heydrich uvalil nucenou správu.
Karel VI. a jeho rodina byli přinuceni odejít ze svého sídla na zámku Orlík do malého zámečku v Čimelicích, kde se věnoval psaní historických prací. V dubnu 1945 se na jeho popud vytvořil čimelický ilegální obecní národní výbor, který se připravoval na protiněmecké povstání. Karel VI. a jeho nevlastní bratr Norbert Kinský se následně účastnili květnového povstání v Čimelicích. Karel VI. se například podílel na odzbrojení maďarských vojáků ubytovaných v hostinci Na Knížecí. Během povstání se Karel VI. zranil při nehodě na motocyklu. Při jednání o kapitulaci jednotek SS, vedených generálem von Pücklerem, ho zastupoval jeho nevlastní bratr Norbert Kinský.

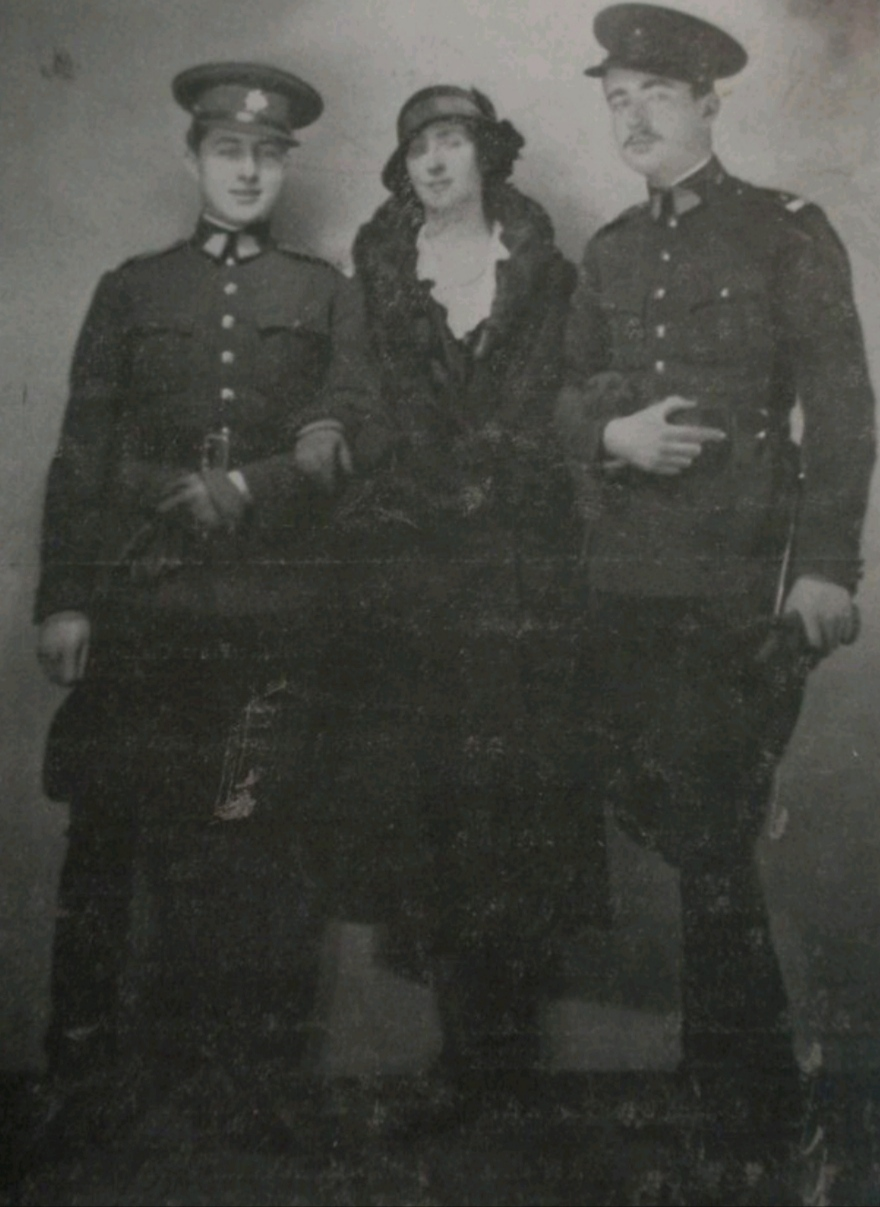
Karel VI. ve vojenské uniformě, první zprava, ročník 1932

Dne 4. června 1945 byl zvolen předsedou Revolučního národního výboru v Čimelicích. Vedl ho téměř rok. Po válce sice opět právoplatně převzal kontrolu nad veškerým svým majetkem, ale již v roce 1948 byl majetek orlické větve Schwarzenbergů zcela zabaven novým komunistickým režimem Československa. 

### Odchod po roce 1948
Zanedlouho, při vzrůstají síle KSČ, začali komunisté útočit v tisku na Schwarzenberga, jelikož ho považovali za možnou hrozbu. V novinovém článku "Nekorunovaný český král" útočili na jeho minulost v Hnutí Vlajka a zesměšňovali jeho monarchismus. Brzy se začalo schylovat k jeho zatčení a zachránila ho pouze infekce buněčných membrán.
Proto se rozhodl pro rakouský exil ve Vídni. S odchodem z vlasti se nikdy nesmířil, v Rakousku se Karel VI. věnoval převážně správě schwarzenberského archivu na zámku Obermurau v obci Murau ve Štýrsku, nicméně značnou pozornost nadále věnoval také českým dějinám. Byl obnovitelem a prvním českým velkopřevorem Vojenského a špitálního řádu sv. Lazara Jeruzalémského od založení českého velkopřevorství roku 1937 až do roku 1973. Poté rezignoval a přijal titul emeritního velkopřevora. (Duchovním převorem byl poté František Lobkowicz, bratr bývalého poslance za TOP 09 Jaroslava Lobkowicze.) V emigraci oživil činnost českého velkopřevorství Maltézského řádu, jehož majetek na území Československa byl zestátněn.

### Konec života
Kolem 70. roku života se jeho zdravotní stav začal prudce zhoršovat. Karel VI. zemřel 9. dubna 1986 ve Vídni, aniž se dočkal Sametové revoluce roku 1989 a kýžené možnosti trvalého návratu do vlasti.

## Rodina
Karel VI. se oženil 30. června 1934 v kostele sv. Mikuláše na Malé Straně v Praze s princeznou Antonií Leontinou z Fürstenbergu (12. ledna 1905 Brusel – 24. prosince 1988 Vídeň), dcerou Karla Emila z Fürstenbergu (1867–1945) a jeho manželky Márii Festetics de Tolna (1881–1953). Narodily se jim čtyři děti (dva synové a dvě dcery):
- 1. Marie Eleonora Anna Anastázie Terezie (11. 4. 1936 Praha – 6. 5. 2024 Berlín[22])
  - ∞ (26. 1. 1969 Vídeň) Leopold-Bill von Bredow (* 2. 1. 1933 Postupim)
- 2. Karel VII. Jan Nepomuk Josef Norbert Bedřich Antonín Vratislav Menas (10. 12. 1937 Praha – 11. 11. 2023 Vídeň), 12. kníže ze Schwarzenbergu, 17. vévoda krumlovský, adoptován v roce 1960 Jindřichem ze Schwarzenbergu (29. 1. 1903 Bratislava – 18. 6. 1965 Vídeň) z primogenitury
  - ∞ (22. 4. 1967 Seefeld in Tirol, rozvedeni 1988, opět ∞ 22. 8. 2008 Obermurau, Štýrsko) Tereza z Hardeggu (* 17. 2. 1940 Vídeň)
    - 1. Jan Nepomuk Ondřej Jindřich Josef Karel Ferdinand Jan Evangelista Tři Králové Achaz Michael Maria (* 13. 12. 1967 Vídeň), 13. kníže ze Schwarzenbergu, 18. vévoda krumlovský
      - I. ∞ (20. 3. 2010 Neuberg an der Mürz, Štýrsko; rozv.) Diana Alžběta z Orgovanyi-Hansteinu (* 1971 Vídeň)
      - II. ∞ (duben 2017 Obermurau) Francesca Riario-Sforza (* 1974)

    - 2. Anna Karolina Antoinette Alžběta Terezie Olga Adelheid Marie (* 16. 12. 1968 Vídeň) 
      - ∞ (civilně 28. 7. 1997 Londýn, církevně 6. 8. 1997 Murau) Peter Morgan (* 10. 4. 1963 Londýn-Wimbledon)

    - (3. Karel Filip Arnošt Ferdinand Alwig Kilián (* 12. 5. 1979 Vídeň), přijal příjmení Prinzhorn po svém biologickém otci Thomasu Prinzhornovi (* 5. 3. 1943 Vídeň), který ho v roce 1987 adoptoval)
- 3. Bedřich Karel Josef Jan Nepomuk Antonín Bartoloměj Felix Juda Tadeáš Konrád z Parzhamu (24. 8. 1940 Praha – 13. 4. 2014, pohřben v Orlíku nad Vltavou)
  - ∞ (12. 10. 1984 Curych) Regula Brigitta Schlegel (* 16. 4. 1956 Curych)
    - 1. Marie-Helene Antoinette Tereza Maximiliána (29. 4. 1987 Curych – 18. 5. 2019 Curych)
    - 2. Ferdinand Karel Bedřich Jan Nepomuk Jakub Alexius (* 17. 7. 1989 Curych), byznys developer pro region Beneluxu, Francie a Itálie v mladoboleslavské Škodě Auto, jednatel firem Schwarzenberská správa Nový dvůr a Schwarzenberský dům[23]
- 4. Anna Marie Karolína Ignácie Terezie (* 31. 7. 1946 Praha)
  - ∞ (21. 12. 1979, Vídeň, církevně 19. 1. 1980) Elmar von Haxthausen (* 20. 10. 1925 Bökerhof)

## Dílo
- Lancknechta Bedřicha Schwarzenberga Španělský deník a Zrození revolucí (1934) – přepracovaný text od Bedřicha Schwarzenberga, nejstaršího syna Karla Filipa I.
- Obrazy českého státu (1939)
- Heraldika 1. vydání, Praha, (1941), 2. vydání (reprint) Ars collegium, Uherské Hradiště
- Písně českého státu (1976)
- Obrana svobod (1991)
- Torzo díla (2007) – dílo vydané a sebrané posmrtně Martinem C. Putnou
- Esej České hereze – na stránkách Katolická kultura Archivováno 7. 11. 2012 na Wayback Machine.

## Vývod z předků
|                         |                                         |  |                                 |                                          |  |  |  |  |  |  |  | Karel II. ze Schwarzenbergu |
|                         |                                         |  |                                 |                                          |  |  |  |  |  |  |  |                             |
|                         | Karel III. ze Schwarzenbergu            |  |                                 |                                          |  |  |  |  |  |  |  |                             |
|                         |                                         |  |                                 |                                          |  |  |  |  |  |  |  |                             |
|                         |                                         |  |                                 | Josefina Marie Vratislavová z Mitrovic   |  |  |  |  |  |  |  |                             |
|                         |                                         |  |                                 |                                          |  |  |  |  |  |  |  |                             |
|                         | Karel IV. ze Schwarzenbergu             |  |                                 |                                          |  |  |  |  |  |  |  |                             |
|                         |                                         |  |                                 |                                          |  |  |  |  |  |  |  |                             |
|                         |                                         |  |                                 | Bedřich Kraft z Oettingen-Wallersteinu   |  |  |  |  |  |  |  |                             |
|                         |                                         |  |                                 |                                          |  |  |  |  |  |  |  |                             |
|                         | Vilemína z Oettingen-Wallersteinu       |  |                                 |                                          |  |  |  |  |  |  |  |                             |
|                         |                                         |  |                                 |                                          |  |  |  |  |  |  |  |                             |
|                         |                                         |  |                                 | Marie Anna z Trauttmansdorffu-Weinsbergu |  |  |  |  |  |  |  |                             |
|                         |                                         |  |                                 |                                          |  |  |  |  |  |  |  |                             |
|                         | Karel V. ze Schwarzenbergu              |  |                                 |                                          |  |  |  |  |  |  |  |                             |
|                         |                                         |  |                                 |                                          |  |  |  |  |  |  |  |                             |
|                         |                                         |  |                                 | Josef Ervín Kinský z Vchynic a Tetova    |  |  |  |  |  |  |  |                             |
|                         |                                         |  |                                 |                                          |  |  |  |  |  |  |  |                             |
|                         | Bedřich Karel Kinský                    |  |                                 |                                          |  |  |  |  |  |  |  |                             |
|                         |                                         |  |                                 |                                          |  |  |  |  |  |  |  |                             |
|                         |                                         |  |                                 | Marie Henrietta Černínová z Chudenic     |  |  |  |  |  |  |  |                             |
|                         |                                         |  |                                 |                                          |  |  |  |  |  |  |  |                             |
|                         | Marie Terezie Kinská z Vchynic a Tetova |  |                                 |                                          |  |  |  |  |  |  |  |                             |
|                         |                                         |  |                                 |                                          |  |  |  |  |  |  |  |                             |
|                         |                                         |  |                                 | Alfons Bedřich z Mensdorff-Pouilly       |  |  |  |  |  |  |  |                             |
|                         |                                         |  |                                 |                                          |  |  |  |  |  |  |  |                             |
|                         | Žofie Marie z Mensdorff-Pouilly         |  |                                 |                                          |  |  |  |  |  |  |  |                             |
|                         |                                         |  |                                 |                                          |  |  |  |  |  |  |  |                             |
|                         |                                         |  |                                 | Tereza z Ditrichštejna                   |  |  |  |  |  |  |  |                             |
|                         |                                         |  |                                 |                                          |  |  |  |  |  |  |  |                             |
| Karel VI. Schwarzenberg |                                         |  |                                 |                                          |  |  |  |  |  |  |  |                             |
|                         |                                         |  |                                 |                                          |  |  |  |  |  |  |  |                             |
|                         |                                         |  | Kristián Kryštof z Clam-Gallasu |                                          |  |  |  |  |  |  |  |                             |
|                         |                                         |  |                                 |                                          |  |  |  |  |  |  |  |                             |
|                         | Eduard z Clam-Gallasu                   |  |                                 |                                          |  |  |  |  |  |  |  |                             |
|                         |                                         |  |                                 |                                          |  |  |  |  |  |  |  |                             |
|                         |                                         |  |                                 | Josefína Karolína z Clary-Aldringenu     |  |  |  |  |  |  |  |                             |
|                         |                                         |  |                                 |                                          |  |  |  |  |  |  |  |                             |
|                         | František z Clam-Gallasu                |  |                                 |                                          |  |  |  |  |  |  |  |                             |
|                         |                                         |  |                                 |                                          |  |  |  |  |  |  |  |                             |
|                         |                                         |  |                                 | Josef František z Ditrichštejna          |  |  |  |  |  |  |  |                             |
|                         |                                         |  |                                 |                                          |  |  |  |  |  |  |  |                             |
|                         | Klotylda z Dietrichstein-Proskau-Leslie |  |                                 |                                          |  |  |  |  |  |  |  |                             |
|                         |                                         |  |                                 |                                          |  |  |  |  |  |  |  |                             |
|                         |                                         |  |                                 | Gabriela Antonie Vratislavová z Mitrovic |  |  |  |  |  |  |  |                             |
|                         |                                         |  |                                 |                                          |  |  |  |  |  |  |  |                             |
|                         | Eleonora z Clam-Gallasu                 |  |                                 |                                          |  |  |  |  |  |  |  |                             |
|                         |                                         |  |                                 |                                          |  |  |  |  |  |  |  |                             |
|                         |                                         |  |                                 | Jindřich Alfons z Hoyos-Sprinzensteinu   |  |  |  |  |  |  |  |                             |
|                         |                                         |  |                                 |                                          |  |  |  |  |  |  |  |                             |
|                         | Arnošt Karel z Hoyos-Sprinzensteinu     |  |                                 |                                          |  |  |  |  |  |  |  |                             |
|                         |                                         |  |                                 |                                          |  |  |  |  |  |  |  |                             |
|                         |                                         |  |                                 | Felicitas Zichyová                       |  |  |  |  |  |  |  |                             |
|                         |                                         |  |                                 |                                          |  |  |  |  |  |  |  |                             |
|                         | Marie z Clam-Gallasu                    |  |                                 |                                          |  |  |  |  |  |  |  |                             |
|                         |                                         |  |                                 |                                          |  |  |  |  |  |  |  |                             |
|                         |                                         |  |                                 | Karel Boromejský z Paaru                 |  |  |  |  |  |  |  |                             |
|                         |                                         |  |                                 |                                          |  |  |  |  |  |  |  |                             |
|                         | Eleonora Ida z Paaru                    |  |                                 |                                          |  |  |  |  |  |  |  |                             |
|                         |                                         |  |                                 |                                          |  |  |  |  |  |  |  |                             |
|                         |                                         |  |                                 | Ida Leopoldina Žofie z Lichtenštejna     |  |  |  |  |  |  |  |                             |
|                         |                                         |  |                                 |                                          |  |  |  |  |  |  |  |                             |